# Richard Bollig
Richard Clemens Maria Bartholomäus Bollig (* 10. November 1887 in Düren; † 18. Januar 1964 ebenda) war ehrenamtlicher Oberbürgermeister seiner Heimatstadt Düren.
Der Kaufmann Richard Bollig war bis 1933 Mitglied der Zentrumspartei und vom 31. Januar 1934 bis 1938 ehrenamtlicher Beigeordneter der Stadt Düren.
Der Fabrikant Richard Bollig war einer der ersten Bürgermeister in Nordrhein-Westfalen, die ihr Amt nach der neuen Gemeindeordnung von 1946 ehrenamtlich antraten. Mit seinem Amtsantritt gab es nun in diesem Bundesland ehrenamtliche (Ober-)Bürgermeister neben Oberstadt-, Stadt- oder Gemeindedirektoren, die Leiter der Verwaltung waren. Diese Regelung, die von der Besatzungsmacht in die Norddeutsche Ratsverfassung eingearbeitet worden war, wurde 1994 (mit einer Übergangszeit bis 1999) wieder aufgehoben.
Bollig wurde am 30. September 1946 zum Oberbürgermeister gewählt. Vorher war er Vorsitzender des CDU-Kreisverbandes Düren. Am 12. Dezember 1947 wurde er wiedergewählt. Seine Amtszeit endete am 5. November 1948. Bollig blieb weiterhin Stadtratsmitglied und zeitweise auch Fraktionsvorsitzender.
Vorgänger von Bollig war Ernst Hammans, sein Nachfolger wurde Fritz Heusgen.